# Jucuruçu
Jucuruçu är en kommun i Brasilien.   Den ligger i delstaten Bahia, i den östra delen av landet, 800 km öster om huvudstaden Brasília. Antalet invånare är 9 960.
Omgivningarna runt Jucuruçu är huvudsakligen savann. Runt Jucuruçu är det mycket glesbefolkat, med 7 invånare per kvadratkilometer.